# Océanie proche

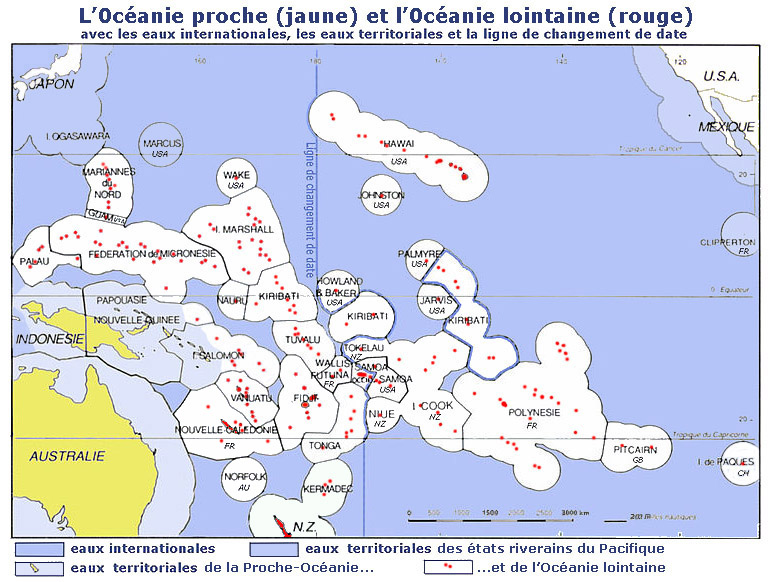
L'Océanie proche correspond aux îles au nord de l'Australie (en jaune).

L’Océanie proche (en anglais : Near Oceania) est un concept archéologique, linguistique, géographique et ethnologique de l’Océanie, apparu dans les années 1970. L’Océanie proche comprend la Nouvelle-Guinée,  les archipels environnants comme les îles Aru, les îles de l’Amirauté, les îles Salomon (à l'exception des îles Santa Cruz à l'est de l'archipel) et, selon les auteurs, l’Australie[réf. nécessaire]. Ce sont des terres généralement proches et souvent visibles les unes des autres, dont le peuplement humain est ancien – de l'ordre de 35 000 ans BP.
L'Océanie proche s’oppose, tant sur le plan de la botanique et de la zoologie que du point de vue archéologique, à l’Océanie lointaine, dont le peuplement humain est extrêmement récent – pas avant 3 200 ans BP.
Ces dénominations ont été proposées initialement par le linguiste Andrew Pawley et l'archéologue Roger Green, et furent reprises ensuite par les géographes et les historiens de cette région. Elles tendent désormais à remplacer les subdivisions traditionnelles (Mélanésie, Micronésie et Polynésie) de cette région, héritées de Dumont d’Urville (XIXe siècle), mais dont la pertinence scientifique n’est plus d’actualité au XXIe siècle. 
Sur le plan de l’histoire naturelle, l’Océanie proche correspond à la plaque dénommée Sahul (en anglais : Sahul Shelf), séparée du reste de l’Asie par la plaque Wallacea et la ligne Wallace.
Elle a été occupée par quatre vagues principales de l'espèce Homo sapiens :
- les Aborigènes d’Australie, premiers arrivés il y a environ 40 000 ans (et peut-être bien plus) ;
- les Papous ;
- les Austronésiens, plus récemment arrivés et qui, au départ des îles de l'Amirauté, puis à partir des îles Salomon, finirent par occuper aussi l’Océanie éloignée;
- à partir de la fin du XVIIIe siècle, les Européens et, dans une moindre mesure, les Asiatiques, devenus majoritaires en Australie.